# Sonate K. 200
La sonate K. 200 (F.152/L.54) en ut majeur est une œuvre pour clavier du compositeur italien Domenico Scarlatti.

## Présentation
La sonate K. 200 en ut majeur, notée Allegro, forme une paire avec la sonate précédente, elle aussi en ut majeur. Avec ce couple et la sonate suivante, Scarlatti s'affranchit de la forme binaire traditionnelle. La sonate K. 200 présente des débuts de parties différentes, mais dans le même esprit.
Situées à la fin du volume 6 de la collection de Parme et avec la K. 201, la dernière du second volume de Venise, ces deux sonates referment de manière optimiste et joyeuse cette série et préfigurent certaines caractéristiques préclassiques qui apparaissent dans les prochains volumes.

## Manuscrits
Le manuscrit principal est le numéro 29 du volume II de Venise (1752), copié pour Maria Barbara ; l'autre est Parme VI 30.

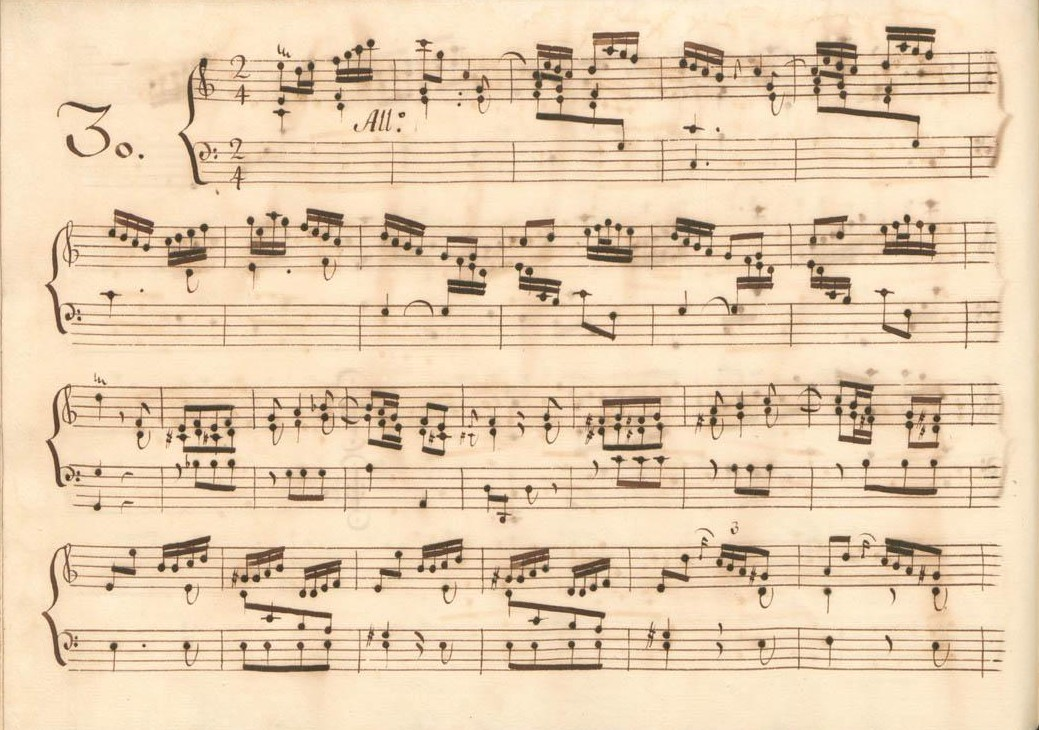
Parme VI 30.
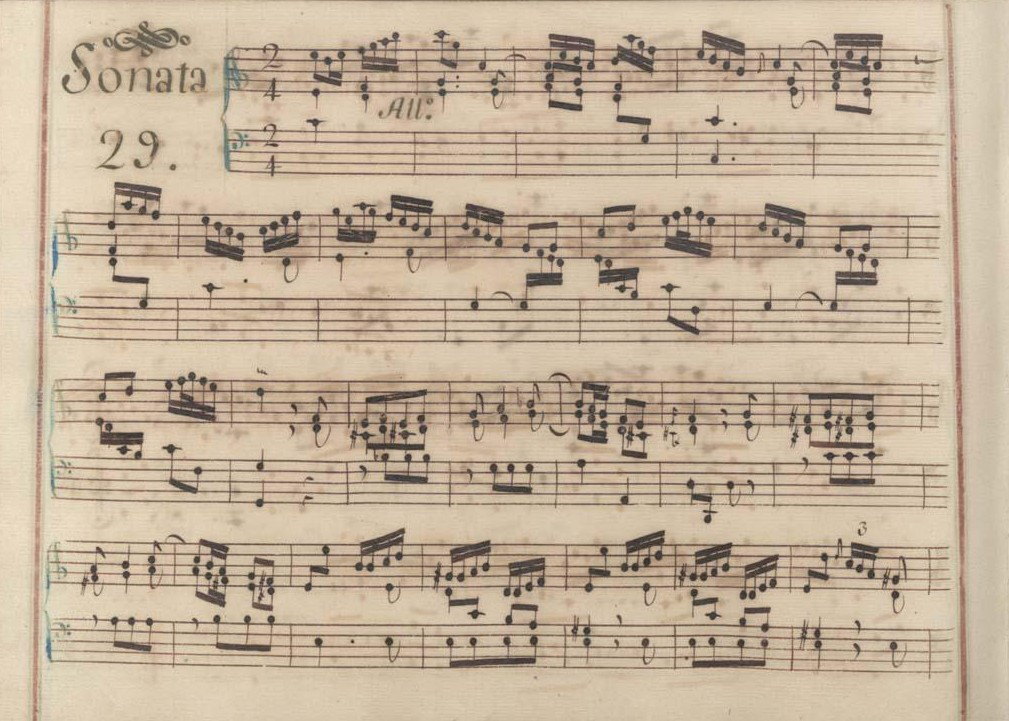
Venise II 29.

## Interprètes
La sonate K. 200 est défendue au piano, notamment par Carlo Grante (2012, Music & Arts, vol. 3), Duanduan Hao (2015, Naxos, vol. 16) et Katia Braunschweiler (2017, Genuin) ; au clavecin par Scott Ross (1985, Erato), Kenneth Weiss (2001, Satirino), Richard Lester (2001, Nimbus, vol. 1) et Pieter-Jan Belder (Brilliant Classics, vol. 5).

## Sources
: document utilisé comme source pour la rédaction de cet article.
- Ralph Kirkpatrick (trad. de l'anglais par Dennis Collins), Domenico Scarlatti, Paris, Lattès, coll. « Musique et Musiciens », 1982 (1re éd. 1953 (en)), 493 p. (ISBN 978-2-7096-0118-4, OCLC 954954205, BNF 34689181).
- Alain de Chambure, « Domenico Scarlatti : Intégrale des sonates — Scott Ross », Erato (2564-62092-2), 1985 (OCLC 891183737) .
- (en) Carlo Grante, « Domenico Scarlatti, intégrale des sonates pour clavier (vol. 3) », p. 17, Music & Arts (CD-1292), 2013 (OCLC 907929504) .